# PostNL
PostNL is een Nederlands postbedrijf actief in de Benelux. De aandelen van PostNL N.V. zijn sinds mei 2011 beursgenoteerd, na opsplitsing van TNT N.V. in de aparte beursgenoteerde bedrijven PostNL N.V. en TNT Express N.V. Het bedrijf is sinds 2002 enkele malen van naam veranderd. Het is een erfgenaam van het Staatsbedrijf der PTT.
In 2024 werkten er bij PostNL ruim 30.000 mensen, waarvan een groot deel in parttime dienst waardoor in fte's de werkgelegenheid uitkwam op zo'n 20.000. Zo'n 80% van het personeel bezorgt Nederlandse brievenpost. Het aantal postbodes, die voornamelijk de voorbereiding van de postwijken doen, is drastisch afgenomen.

## Geschiedenis
In 2002 kwam het bedrijf TPG Post voort uit PTT Post. In 2005 had het bedrijf een omzet van 4 miljard euro en verwerkte 8,7 miljard poststukken, waarvan 3,7 miljard in Nederland.
Op 16 oktober 2006 werd TPG Post hernoemd tot TNT Post. TNT Post was een onderdeel van de beursgenoteerde onderneming TNT NV. Vanwege de naamsverandering van TPG Post naar TNT Post werden er tot december 2008 wekelijks in Nederland 100 oranje brievenbussen geplaatst.
Op 25 mei 2011 splitste TNT NV zich op in de koeriersdienst TNT Express N.V. en het postbedrijf PostNL. Deze splitsing was met terugwerkende kracht vanaf 1 januari 2011 effectief. Belangrijkste argument voor de splitsing was het verschil in bedrijfsactiviteiten. De postdivisie kampt met een krimpende Nederlandse markt waar steeds minder post wordt verstuurd door de opkomst van e-mail en door liberalisering van de postmarkt. Bij TNT Express ligt de nadruk op groei van de netwerken in Europa en in opkomende landen. Bij de splitsing kreeg PostNL bijna een derde van de aandelen van TNT Express mee. In december 2013 verkocht PostNL bijna 82 miljoen aandelen TNT Express voor in totaal € 507 miljoen. De opbrengst werd gebruikt om de schuld van het bedrijf af te lossen. Na de verkoop had PostNL nog een belang van 14,8% in TNT Express. PostNL heeft medio 2015 alle aandelen in TNT Express aangeboden nadat FedEx een bod op het pakketbedrijf bekend had gemaakt.
Begin november 2016 deed het Belgische postbedrijf bpost een bod op alle aandelen PostNL. Dit bod werd afgewezen. Er volgden nog een aantal pogingen die allen door PostNL werden afgewezen.
Het was tot december 2017 voor 50% aandeelhouder in de winkelketen Bruna, het belang werd toen verkocht aan VBK Uitgeversgroep.
Op 25 februari 2019 werd bekend dat PostNL concurrent Sandd wilde overnemen voor 130 miljoen euro. Voor de overname had PostNL zo'n 70% van de postmarkt in handen en Sandd bijna de rest. Op 5 september 2019 maakte toezichthouder ACM bekend geen toestemming te geven voor de overname om te voorkomen dat PostNL een monopoliepositie zou verwerven, waardoor de prijs voor zakelijke post naar verwachting met 30 tot 40% zou stijgen. Eind september 2019 stemde toenmalig staatssecretaris Keijzer van Economische Zaken alsnog in met de overname. Keijzer wil dat de postbezorging "betaalbaar, beschikbaar en betrouwbaar blijft in een sterk krimpende markt". Zij heeft wel voorwaarden gesteld, zo komt er een rendementsplafond van 9% op de Nederlandse postdienstverlening, inclusief de zakelijke activiteiten. Keijzer wil zo overwinsten voorkomen en kan de postzegelprijs niet verder stijgen dan de daadwerkelijke hiervoor gemaakte kosten. Postbedrijven De Vos Diensten en RM Netherlands stapte hierop naar de rechter, die de vergunning op 11 juni 2020 vernietigde. De fusie was toen al feitelijk afgerond. De staatssecretaris is in hoger beroep gaan bij het College van Beroep voor het bedrijfsleven (CBb). Op 2 juni 2022 oordeelde de CBb dat de minister geen vergunning had mogen verlenen voor deze overname en bevestigde daarmee de eerdere uitspraak van de rechtbank Rotterdam.
In november 2021 werd bekend dat de Tsjech Daniel Křetínský een aandelenbelang van 20% heeft in PostNL. Hij heeft ook een belang van 13% in het Britse postbedrijf Royal Mail. Op 2 november 2022 kreeg PostNL de melding dat Křetínský zijn aandelenbelang had verhoogd naar 29,9%.

### Tijdlijn
|                  |                  | voorloper  | voorloper  | voorloper      | voorloper      | voorloper      | voorloper                | voorloper                | (onderdeel van) PTT      | (onderdeel van) PTT      | (onderdeel van) PTT      | (onderdeel van) PTT      | (onderdeel van) PTT      | (onderdeel van) PTT      | (onderdeel van) PTT      | (onderdeel van) PTT      | (onderdeel van) PTT      | (onderdeel van) PTT | (onderdeel van) PTT | (onderdeel van) PTT | (onderdeel van) PTT | (onderdeel van) PTT | verzelfstandigd/geprivatiseerd bedrijf | verzelfstandigd/geprivatiseerd bedrijf | verzelfstandigd/geprivatiseerd bedrijf | verzelfstandigd/geprivatiseerd bedrijf | verzelfstandigd/geprivatiseerd bedrijf | verzelfstandigd/geprivatiseerd bedrijf | verzelfstandigd/geprivatiseerd bedrijf | verzelfstandigd/geprivatiseerd bedrijf | verzelfstandigd/geprivatiseerd bedrijf | verzelfstandigd/geprivatiseerd bedrijf | verzelfstandigd/geprivatiseerd bedrijf | verzelfstandigd/geprivatiseerd bedrijf | verzelfstandigd/geprivatiseerd bedrijf | verzelfstandigd/geprivatiseerd bedrijf | verzelfstandigd/geprivatiseerd bedrijf | verzelfstandigd/geprivatiseerd bedrijf | verzelfstandigd/geprivatiseerd bedrijf | verzelfstandigd/geprivatiseerd bedrijf |
|                  |                  |            |            |                |                |                |                          |                          |                          |                          |                          |                          |                          |                          |                          |                          |                          |                     |                     |                     |                     |                     |                                        |                                        |                                        |                                        |                                        |                                        |                                        |                                        |                                        |                                        |                                        |                                        |                                        |                                        |                                        |                                        |                                        |                                        |
| Telefonie        | Telefonie        |            |            | Rijkstelegraaf | Rijkstelegraaf | Rijkstelegraaf | Rijkstelegraaf           | Rijkstelegraaf           | APT                      | APT                      | P&T                      | P&T                      | P&T                      | P&T                      | PTT                      | PTT                      | PTT                      | PTT                 | PTT                 | PTT                 | PTT                 | PTT                 | KPN (PTT Telecom, PTT Post)            | KPN (PTT Telecom, PTT Post)            | KPN (PTT Telecom, PTT Post)            | Koninklijke KPN                        | Koninklijke KPN                        | Koninklijke KPN                        | Koninklijke KPN                        | Koninklijke KPN                        | Koninklijke KPN                        | Koninklijke KPN                        | Koninklijke KPN                        | Koninklijke KPN                        | Koninklijke KPN                        | Koninklijke KPN                        | Koninklijke KPN                        | Koninklijke KPN                        | Koninklijke KPN                        | Koninklijke KPN                        |
| Koeriersdiensten | Koeriersdiensten | Posterijen | Posterijen | Posterijen     | Posterijen     | Posterijen     | Posterijen               | Posterijen               | APT                      | APT                      | P&T                      | P&T                      | P&T                      | P&T                      | PTT                      | PTT                      | PTT                      | PTT                 | PTT                 | PTT                 | PTT                 | PTT                 | KPN (PTT Telecom, PTT Post)            | KPN (PTT Telecom, PTT Post)            | KPN (PTT Telecom, PTT Post)            | TPG                                    | TPG                                    | TPG                                    | TPG                                    | TPG                                    | TPG                                    | TNT                                    | TNT                                    | TNT                                    | TNT                                    | TNT Express                            | TNT Express                            | TNT Express                            | (FedEx)                                | (FedEx)                                |
| Post(pakketten)  | Post(pakketten)  | Posterijen | Posterijen | Posterijen     | Posterijen     | Posterijen     | Posterijen               | Posterijen               | APT                      | APT                      | P&T                      | P&T                      | P&T                      | P&T                      | PTT                      | PTT                      | PTT                      | PTT                 | PTT                 | PTT                 | PTT                 | PTT                 | KPN (PTT Telecom, PTT Post)            | KPN (PTT Telecom, PTT Post)            | KPN (PTT Telecom, PTT Post)            | (PTT Post)                             | (PTT Post)                             | (PTT Post)                             | (TPG Post)                             | (TPG Post)                             | (TPG Post)                             | (TNT Post)                             | (TNT Post)                             | (TNT Post)                             | (TNT Post)                             | Koninklijke PostNL                     | Koninklijke PostNL                     | Koninklijke PostNL                     | Koninklijke PostNL                     | Koninklijke PostNL                     |
| Spaarbank        | Spaarbank        |            |            |                |                |                | Rijkspostspaarbank (RPS) | Rijkspostspaarbank (RPS) | Rijkspostspaarbank (RPS) | Rijkspostspaarbank (RPS) | Rijkspostspaarbank (RPS) | Rijkspostspaarbank (RPS) | Rijkspostspaarbank (RPS) | Rijkspostspaarbank (RPS) | Rijkspostspaarbank (RPS) | Rijkspostspaarbank (RPS) | Rijkspostspaarbank (RPS) | Postgiro /RPS       | Postgiro /RPS       | Postgiro /RPS       | Postbank            | Postbank            | Postbank                               | Postbank                               | Postbank                               | Postbank                               | Postbank                               | Postbank                               | Postbank                               | Postbank                               | Postbank                               | Postbank                               | Postbank                               | ING                                    | ING                                    | ING                                    | ING                                    | ING                                    | ING                                    | ING                                    |
| Bank             | Bank             |            |            |                |                |                |                          | PCGD (Postgiro)          | PCGD (Postgiro)          | PCGD (Postgiro)          | PCGD (Postgiro)          | PCGD (Postgiro)          |                          |                          |                          |                          |                          | Postgiro /RPS       | Postgiro /RPS       | Postgiro /RPS       | Postbank            | Postbank            | Postbank                               | Postbank                               | Postbank                               | Postbank                               | Postbank                               | Postbank                               | Postbank                               | Postbank                               | Postbank                               | Postbank                               | Postbank                               | ING                                    | ING                                    | ING                                    | ING                                    | ING                                    | ING                                    | ING                                    |
|                  |                  |            |            |                |                |                |                          |                          |                          |                          |                          |                          |                          |                          |                          |                          |                          |                     |                     |                     |                     |                     |                                        |                                        |                                        |                                        |                                        |                                        |                                        |                                        |                                        |                                        |                                        |                                        |                                        |                                        |                                        |                                        |                                        |                                        |
|                  | 1799             | 1799       | 1852       | 1852           |                | 1881           | 1881                     | 1893                     | 1893                     | 1915                     | 1915                     | 1918                     | 1918                     | 1928                     | 1928                     |                          | 1977                     | 1977                |                     | 1986                | 1986                | 1989                | 1989                                   |                                        | 1998                                   | 1998                                   |                                        | 2002                                   | 2002                                   |                                        | 2006                                   | 2006                                   | 2009                                   | 2009                                   | 2011                                   | 2011                                   |                                        | 2016                                   | 2016                                   |                                        |

## Activiteiten

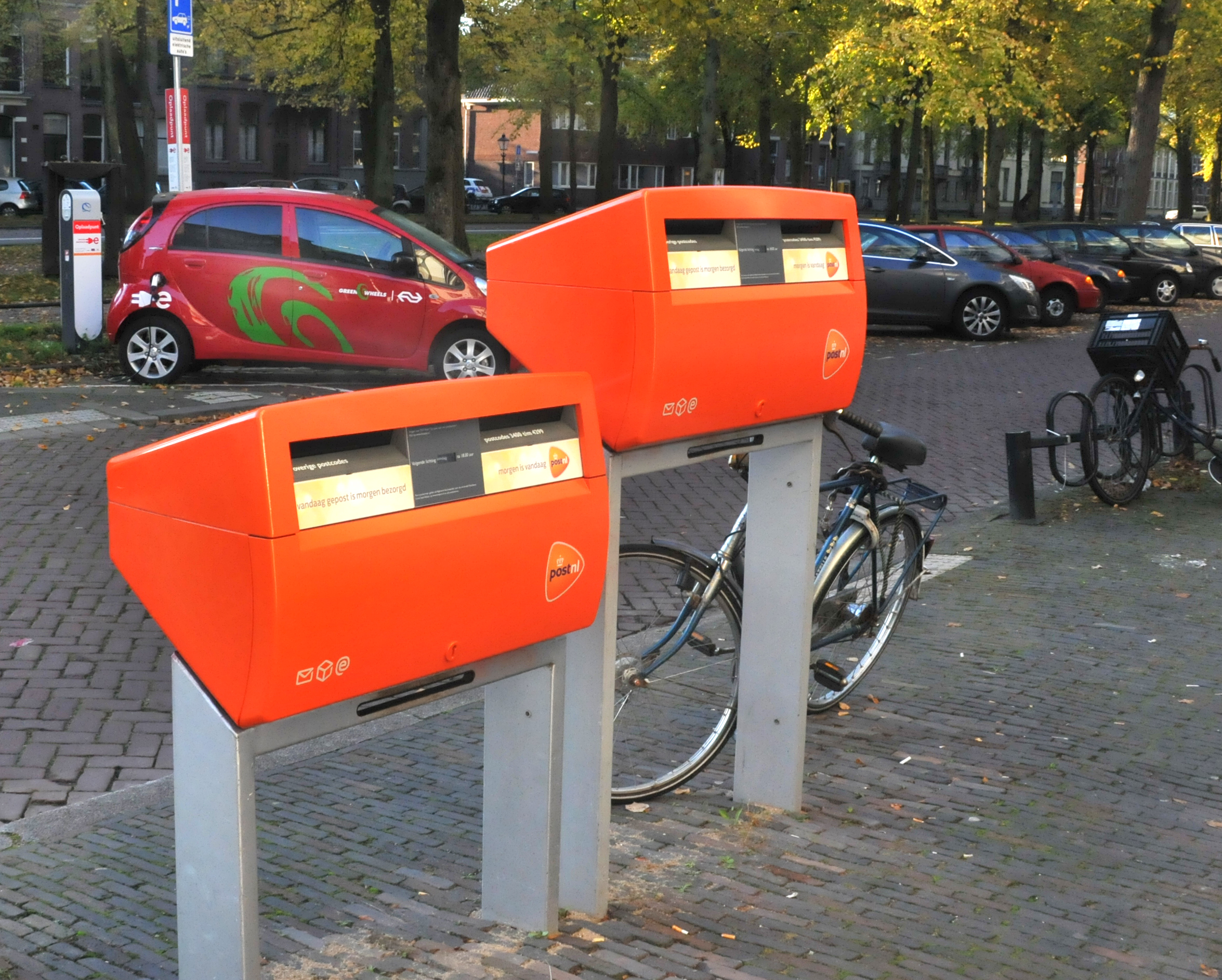
Brievenbussen op verschillende hoogte met PostNL logo

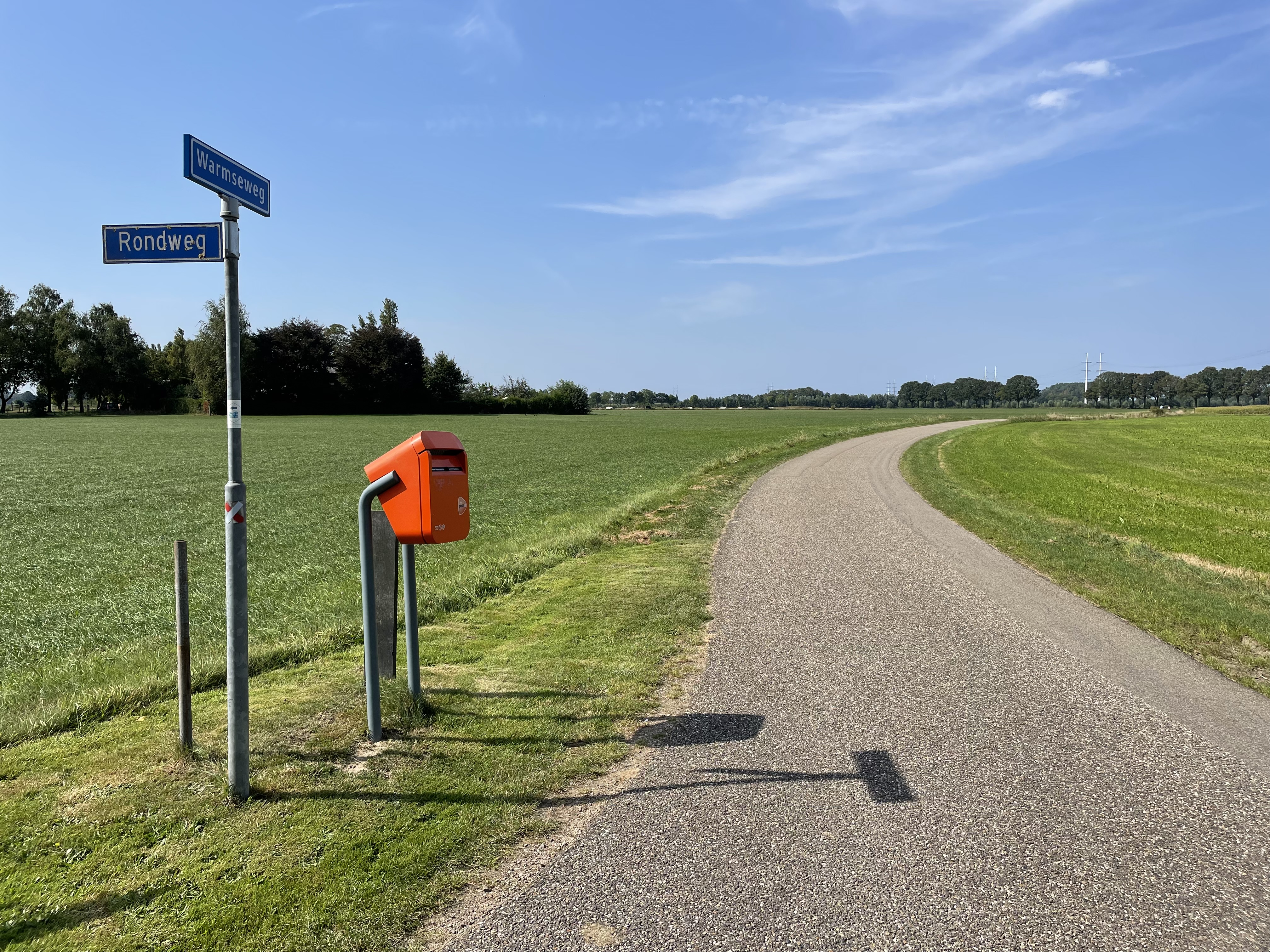
In dunbevolkte gebieden moet binnen een straal van 2,5 km een brievenbus beschikbaar zijn

PostNL is door de rijksoverheid aangewezen als bedrijf dat is belast met het uitvoeren van de universele postdienst (UPD). Dat houdt onder andere in dat het bedrijf zes dagen per week post dient te bezorgen en brievenbussen dient te legen en minimaal 95% van de aangeboden post de volgende bezorgdag dient te bezorgen. Verder moet PostNL minimaal 2000 dienstverleningspunten hebben, PostNL heeft 3.800 PostNL-punten. In woonkernen met meer dan 5000 inwoners is binnen een straal van 1 km een voor het publiek bestemde brievenbus. Voor 1 januari 2016 was deze afstandseis 500 m. Buiten deze woonkernen is binnen een straal van 2,5 km een brievenbus beschikbaar.
Toenmalig minister Henk Kamp van Economische Zaken heeft in het voorjaar van 2013 de eisen voor de UPD bijgesteld. Het aantal brievenbussen wordt teruggebracht van zo'n 20.000 naar 8700, het aantal postkantoren daalt naar 1000 en de prijs van de postzegel wordt met 8% verhoogd. Al deze maatregelen zijn nodig om het uitvoeren van de UPD haalbaar te houden in het kader van sterk dalende postvolumes. Per 1 januari 2014 hoeft het bedrijf vijf dagen per week post te bezorgen, omdat maandag als bezorgdag is komen te vervallen.

### Bezorgen van brieven
Een van de kernactiviteiten is het bezorgen van brieven en drukwerk. Per 1 januari 1989 kreeg PTT Post bij de verzelfstandiging de exclusieve concessie voor het vervoer tegen betaling van brieven (waaronder briefkaarten) van ten hoogste 500 gram. Deze concessie is vanwege de privatisering tenietgedaan. Een postzegel voor het verzenden van een standaardbrief (tot 20 gram) binnen Nederland wordt aangeduid met waarde 1, poststukken van 20 tot 50 gram dienen gefrankeerd te worden met een postzegel met waarde 2. De brief wordt normaal gesproken de volgende werkdag (behalve maandag) bezorgd.
De meeste post (meer dan 90%) is zakelijke post en wordt niet via de brievenbussen verstuurd. Vanaf 1 april 2009 is de postmarkt vrij voor poststukken van minder dan 50 gram. Bedrijven kunnen dus ook contracten afsluiten met concurrenten van PostNL voor kleinere poststukken zoals bijvoorbeeld bankafschriften. Veel van deze concurrenten hanteren de werkwijze van het afleveren van ongesorteerde post bij de bezorger. Bij PostNL wordt de post eerst bij distributiepunten gesorteerd en vanaf dat punt bezorgd bij de geadresseerden.
De afzender bepaalt het adres, ook al komt de naam niet overeen. Op die manier kan een postbezorger uit Groningen binnen een aantal dagen tot een week leren een wijk in Maastricht te bezorgen, omdat men niet op de naam van de geadresseerde hoeft te letten en er een logische volgorde zit in de postwijken, waarbij men steeds weer bij de fiets (of soortgelijk vervoermiddel) uitkomt. De bezorger is verplicht het adres, het huisnummer en de woonplaats te controleren voor de post in de brievenbus wordt gestopt. De sorteermachines sorteren op land, postcode, nummer en woonplaats.
In de app van PostNL kan ingesteld worden dat daar de voorzijden van de enveloppen en kaarten te zien zijn die onderweg zijn naar de houder van de app of die daar al in de bus gedaan zijn.

### Huis-aan-huis
Bezorgers van PostNL bezorgden ook reclame huis-aan-huis folders, maar niet meer dan drie folders per dag per adres zonder sticker op de brievenbus. De folders mogen niet bezorgd worden op adressen met een Nee-ja- of Nee-nee-sticker of een soortgelijke aanwijzing of sticker. Een uitzondering hierop is huis-aan-huis post van de gemeente of van de rijksoverheid, bijvoorbeeld stemlijsten voor verkiezingen of de jaarlijkse gemeentegids. Als iemand door een zelfgemaakte sticker of iets dergelijks aangeeft geen post van de overheid te willen, moet de postbezorger dit negeren, aangezien deze een bezorgplicht heeft. De bewoner kan zelf kiezen deze post al dan niet te accepteren. Met ingang van juni 2019 heeft PostNL de verspreiding van ongeadresseerde huis-aan-huis post van de hand gedaan.

### Bezorgen van pakketpost
De bezorging van postpakketten wordt vaak verzorgd door de Pakketservice, een zelfstandig opererende organisatie binnen PostNL. Het kwam voort uit het moederbedrijf PTT Post en werd halverwege de jaren 90 van de vorige eeuw verzelfstandigd onder de naam TNT Express. TNT verlegde zijn activiteiten echter meer naar het verzorgen van pakketdiensten voor het bedrijfsleven, waarna de pakketdienst van TNT verderging onder de naam TPG Post Pakketservice voor de pakketdienst voor consumenten of van bedrijven naar consumenten. Nadat TPG Post in januari 2005 had besloten om te kiezen voor één merknaam, TNT Post, gaat het bedrijf thans verder als TNT Post Pakketservice. Bij de verzelfstandiging van PostNL is ook de Pakketservice hierin meegegaan.
Wanneer een pakket in de brievenbus past, wordt het gezien als een poststuk en wordt het bezorgd door de gewone postbezorgers. Pakketten die niet in de brievenbus passen, worden bezorgd door de bezorgers van de Pakketservice en soms door een postbezorger. PostNL levert de pakketten van oudsher op dinsdag tot en met zaterdag. Alleen als de ontvanger van het pakket op zaterdag niet thuis is, vindt de tweede levering van het pakket op maandag plaats. Sinds 2015 worden brievenbuspakketten met barcode voor zowel particulieren als zakelijk door de Pakketservice (zelfstandige ondernemers die in naam van PostNL werken) bezorgd. Bij aflevering wordt het pakketje gescand en door de brievenbus gedaan. PostNL Pakketten bezorgde ongeveer 500.000 pakketten per dag in Nederland in 2015, rond Sinterklaas en Kerstmis is dit rond de miljoen pakketten per dag.
Als een webwinkel (het laatste deel van) het vervoer van een pakje door PostNL laat verzorgen, kan de consument kiezen tussen thuisbezorgen of bezorgen bij een ophaallocatie. Bij veel PostNL-punten kan echter alleen een pakket worden gebracht, niet opgehaald. Een pakket kan soms ook worden afgeleverd bij een Pakketautomaat op een station. Hier kan de ontvanger het 24 uur per dag, 7 dagen per week, ophalen. Dit kan op diverse stations. Er zijn webwinkels waar de klant gelijk bij de bestelling kan aangeven het pakket af te willen halen bij de automaat of andere PostNL locatie. Bij andere webwinkels probeert PostNL het pakket eerst thuis te bezorgen, ook al weet de klant al van tevoren dat hij niet thuis zal zijn. Hij kan pas daarna aan PostNL opgeven het pakket af te willen halen bij de automaat of andere PostNL locatie.

#### Lijst van pakketdepots PostNL in Nederland
In het voorjaar van 2024 had PostNL 28 pakketdepots in Nederland. De locaties zijn te vinden in onderstaande lijst. De vetgedrukte depots hebben naast de gebruikelijke sorteerfunctie ook een overslagfunctie.
1. Almere
2. Alphen aan den Rijn
3. Amersfoort
4. Amsterdam-Zuidoost
5. Apeldoorn
6. Assen
7. Born
8. Breda
9. Den Hoorn (Midden-Delfland)
10. Dordrecht
11. Elst
12. Goes
13. Halfweg
14. Hengelo
15. 's-Hertogenbosch
16. Kolham
17. Leeuwarden
18. Nieuwegein
19. Opmeer
20. Ridderkerk
21. Sassenheim
22. Son
23. Tilburg
24. Utrecht
25. Venlo
26. Waddinxveen
27. Westzaan
28. Zwolle

Verder zijn er te Amsterdam en Nieuwegein vestigingen waar uitsluitend overslag plaatsvindt.

### PostNL International
In Luxemburg, Duitsland, Italië en het Verenigd Koninkrijk bleef PostNL tot 2014 actief onder de naam TNT Post. Dit postbedrijf droeg de oude (Nederlandse) naam, maar heeft niets te maken met TNT NV. In België maakt PostNL gebruik van zijn eigen naam.
In 2001 ging toenmalig TNT Post Group (TPG), de Royal Mail en Singapore Post een joint venture aan onder de naam G3 Worldwide Mail NV met als merknaam Spring Global Mail. TPG bezat een meerderheidsaandeel van 51%. In 2009 stapte Singapore Post uit de joint venture. In 2013 werd PostNL volledig eigenaar van Spring Global Mail.
In maart 2014 werd Postcon de nieuwe naam voor de dochtermaatschappij in Duitsland. Twee maanden later werd Nexive de nieuwe naam voor de postactiviteiten in Italië.
De Engelse dochtermaatschappij werkt sinds september 2014 onder de naam Whistl. TNT Post UK was sinds 2004 actief in het Verenigd Koninkrijk en bezorgt sinds 2012 brieven in delen van het land. PostNL stapte in deze joint venture vanwege de liberalisering van de Britse postmarkt. Medio 2015 volgt een Managementbuy-out, maar PostNL behoudt een aandelenbelang van 17,5%. De verkoop leidde tot een verlies voor PostNL van 43 miljoen euro.
In 2016 leverden de buitenlandse activiteiten een bijdrage van 1 miljard euro aan de omzet van PostNL, dit was ongeveer 30% van het totaal. De winstbijdrage was minimaal, het bedrijfsresultaat van deze activiteiten was minder dan 6% van het totaal. In augustus 2018 viel het besluit de dochterondernemingen Nexive en Postcon te verkopen. Postcon werd het jaar daarop verkocht aan Quantum Capital Partners. In 2020 verkocht PostNL 80% van de aandelen van Nexive, het tweede postbedrijf van Italië, aan investeringsmaatschappij Mutares te München. In 2021 kocht Poste Italiane de resterende 20% van Nexive.

### Resultaten
PostNL kampt, net als andere postbedrijven, met een sterke terugval in het aantal bezorgde brieven, dat slechts deels wordt gecompenseerd door de volumestijging bij de pakketten. Tussen 2011 en 2018 daalde het aantal bezorgde brieven in Nederland met 60% in totaal. Het aantal werknemers is fors gedaald. Mede door kostenbesparingen slaagt het bedrijf erin de meeste jaren met winst af te sluiten. De daling van de omzet in 2018 was het gevolg van de deconsolidatie van de activiteiten in Duitsland en Italië.
| Jaar | Omzet        | Netto- resultaat | Werknemers (in fte) | Volume binnenlandse brievenpost (mutatie JoJ) | Volume pakketten (mutatie JoJ) |
| Jaar | (×€ miljoen) | (×€ miljoen)     | Werknemers (in fte) | Volume binnenlandse brievenpost (mutatie JoJ) | Volume pakketten (mutatie JoJ) |
| ---- | ------------ | ---------------- | ------------------- | --------------------------------------------- | ------------------------------ |
| 2011 | 3868         | 238              | 30.688              | −7,2%                                         | 6,0%                           |
| 2012 | 3580         | 222              | 30.008              | −9,0%                                         | 13,2%                          |
| 2013 | 3435         | 164              | 27.479              | −11,6%                                        | 9,2%                           |
| 2014 | 3465         | 220              | 24.952              | −10,7%                                        | 8,8%                           |
| 2015 | 3461         | 147              | 23.648              | −11,2%                                        | 9,6%                           |
| 2016 | 3413         | 135              | 23.933              | −7,9%                                         | 13,3%                          |
| 2017 | 3495         | 148              | 25.279              | −9,9%                                         | 17,2%                          |
| 2018 | 2772         | 33               | 20.241              | −10,7%                                        | 21,3%                          |
| 2019 | 2844         | 4                | 23.973              | −9,6%                                         | 12,4%                          |
| 2020 | 3255         | 216              | 22.304              | −9,7%                                         | 19,2%                          |
| 2021 | 3466         | 258              | 22.181              | −0,3%                                         | 13,8%                          |
| 2022 | 3144         | 14               | 21.715              | −8,0%                                         | −10,2%                         |
| 2023 | 3165         | 56               | 20.851              | −7,4%                                         | −0,2%                          |
| 2024 | 3252         | 18               | 20.151              | −8,0%                                         | 7,4%                           |

## Arbeidsomstandigheden
Het aantal medewerkers bij PostNL laat al jaren een daling zien vooral door de lagere postvolumes, mede veroorzaakt door de komst van internet en de liberalisering van de postmarkt. Het bedrijf kamp verder met een hoog verloop, per jaar zegt iets minder dan een derde van het personeel zijn baan op of wordt het contract niet verlengd. Verder is het ziekteverzuim onder het personeel, met 8,5% in 2024 (2023: 7,7%), hoog.
Vanwege de daling in postvolumes, zijn in de loop der jaren meerdere reorganisaties ingezet. Door het schrappen van banen wilde PostNL de efficiëntie en de winstgevendheid vergroten. Het bezorgen van post werd in handen gelegd van parttimers, de fulltime postbode verdween. Via een programma onder de naam 'Mobility' zijn tot in 2013 7000 medewerkers naar een andere werkgever begeleid. Ook op het hoofdkantoor verdwenen banen. De reorganisaties hebben tot veel kwaliteitsverlies en klachten geleid. Als reactie daarop bleef ongeveer de helft van de lokale vestigingen, die zouden worden wegbezuinigd, voorlopig bestaan.
Medio januari 2008 dreigde de Europese UNI, een overkoepelende organisatie van vakbonden, wereldwijd met een boycot van TNT, omdat het bedrijf zich niet zou houden aan het minimumloon voor postbodes.
Een groot deel van de pakketbezorgers voor PostNL zijn niet in dienst van het bedrijf, maar worden ingezet via een constructie waarin zij zelfstandigen zijn; omdat deze 'zelfstandigen' grotendeels afhankelijk zijn van PostNL als hun enige opdrachtgever, is het bedrijf een symbool geworden van schijnzelfstandigheid, het misbruik door bedrijven van regelgeving voor zelfstandigen om personeel minder loon en rechten te geven dan werknemers in loondienst hebben.
Deze constructie, en het betalen van stukloon aan de bezorgers, leidde vanaf 2013 meermalen tot stakingen. Volgens een berekening van FNV krijgen de 'zelfstandige' bezorgers netto minder dan het minimumloon, doordat ze op eigen kosten een bestelbus moeten aanschaffen en zelf moeten sparen voor hun pensioen. In december 2017 werd gestaakt in het pakketsorteercentrum in Waddinxveen omdat de werknemers middels een schijnconstructie onderbetaald zouden worden.
In een Belgische rechtszaak werden onderaannemers van PostNL op 28 juni 2024 veroordeeld voor inbreuken op sociale wetgeving, maar ging het bedrijf zelf vrijuit.

## België
In maart 2022 opende PostNL haar eerste Belgische sorteer- en distributiecentrum, in Willebroek. In oktober 2023 opende een tweede sorteer- en distributiecentrum, in Evergem.